# Bergman (Familienname)
Bergman ist eine Variante des deutschen Familiennamens Bergmann.

## Namensträger

### A
- Adolf Bergman (1879–1926), schwedischer Tauzieher
- Åke Bergman (* 1950), schwedischer Chemiker
- Åke Bergman (Schwimmer) (1896–1941), schwedischer Schwimmer
- Alan Bergman (1925–2025), US-amerikanischer Liedtexter und -komponist
- Amanda Bergman (* 1987), schwedische Popsängerin
- Amra Bergman (* 1977), österreichische Bühnenbildnerin, Kostümbildnerin und Modeschöpferin
- Anders Bergman (1963–2024), schwedischer Eishockeytorwart
- Andrew Bergman (* 1945), US-amerikanischer Regisseur, Drehbuchautor und Filmproduzent
- Anna-Eva Bergman (1909–1987), norwegische Malerin
- Anna Olivia Bergman (auch Anna Bergmann; * 1972), deutsche Schauspielerin

### B
- Bo Bergman (1869–1967), schwedischer Schriftsteller, Theater- und Literaturkritiker
- Borah Bergman (1933–2012), US-amerikanischer Jazzpianist

### C
- Carl Bergman (Tennisspieler) (* 1987), schwedischer Tennisspieler
- Carl Henrik Bergman (1828–1909), schwedischer Priester und Autor
- Carl Johan Bergman (* 1978), schwedischer Biathlet
- Co Bergman (1913–1982), niederländischer Fußballspieler

### D
- Dave Bergman († 2015), US-amerikanischer Baseballspieler
- David Bergman (1931–2018), israelischer Regisseur und Theatermacher
- David J. Bergman (* 1940), israelischer Physiker und Hochschullehrer
- Dusty Bergman (* 1978), amerikanischer Baseballspieler

### E
- Eleonora Bergman (* 1947), polnische Architekturhistorikerin
- Elsa Bergman (* ≈1990), schwedische Jazz- und Improvisationsmusikerin
- Emil Bergman (1908–1975), schwedischer Eishockeyspieler
- Erik Bergman (1911–2006), finnischer Komponist
- Eva Bergman (* 1945), schwedische Regisseurin

### F
- Folke Bergman (1902–1946), schwedischer Archäologe

### G
- Gary Bergman (1938–2000), kanadischer Eishockeyspieler
- George M. Bergman (* 1943), US-amerikanischer Mathematiker
- Gustaf Bergman (1898–1971), schwedischer Boxer
- Gustav Bergman (* 1990), schwedischer Orientierungsläufer

### H
- Harold Bergman (1919–2019), US-amerikanischer Schauspieler und Stuntman
- Henry Bergman (1868–1946), US-amerikanischer Schauspieler und Produktionsassistent
- Hjalmar Bergman (1883–1931), schwedischer Schriftsteller

### I
- Ingmar Bergman (1918–2007), schwedischer Film- und Theaterregisseur
- Ingrid Bergman (1915–1982), schwedische Schauspielerin

### J
- Jack Bergman (* um 1946), US-amerikanischer General und Politiker
- Jaime Bergman (* 1975), US-amerikanisches Model und Schauspielerin
- Jean Théodore Bergman (1795–1878), niederländischer evangelischer Geistlicher, Philologe und Bibliothekar
- Jeff Bergman (Schiedsrichter), US-amerikanischer Schiedsrichter im American Football
- Jeff Bergman (Synchronsprecher) (* 1960), US-amerikanischer Synchronsprecher
- Jerry Bergman (1929–2017), US-amerikanischer Schiedsrichter im American Football
- John Bergman (* 1962), US-amerikanischer Gewichtheber
- Justin Bergman (* 1987), US-amerikanischer Poolbillardspieler

### L
- Lisbeth Grönfeldt Bergman (* 1948), schwedische Politikerin
- Liv-Kjersti Bergman (* 1979; gebürtig Liv-Kjersti Eikeland), norwegische Biathletin
- Lowell Bergman (* 1945), US-amerikanischer Journalist und TV-Produzent

### M
- Margareta Bergman (Schauspielerin) (1901–1990), schwedische Schauspielerin
- Margareta Bergman (Schriftstellerin) (1922–2006), schwedische Schriftstellerin
- Marie Bergman (* 1950), schwedische Pop- und Schlagersängerin
- Marilyn Bergman (1929–2022), US-amerikanische Liedtexterin und Komponistin
- Marit Bergman (* 1975), schwedische Popsängerin und Komponistin
- Marjo Bergman (1922–2004), schwedischer Schauspieler
- Mary Kay Bergman (1961–1999), US-amerikanische Synchronsprecherin
- Mats Bergman (* 1948), schwedischer Schauspieler

### N
- Nir Bergman (* 1969), israelischer Filmregisseur

### O
- Oscar William Bergman (1860–1929), schwedischer Generalmajor, Artillerist, Erfinder, Sachbuchautor, Waffentechniker und Militärwissenschaftler

### P
- Per Bergman (1886–1950), schwedischer Segler
- Peter Bergman (Schauspieler, 1939) (1939–2012), US-amerikanischer Komiker, Schauspieler und Autor
- Peter Bergman (Schauspieler, 1953) (* 1953), US-amerikanischer Schauspieler

### R
- Ram Bergman, (* 1970), israelischer Filmproduzent
- Robert G. Bergman (* 1942), US-amerikanischer Chemiker
- Ronen Bergman (* 1972), israelischer Journalist
- Rudolf Bergman (1899–1967), niederländischer Anthropologe und Herpetologe

### S
- S. Bear Bergman (* 1974), US-amerikanischer Autor
- Samuel Hugo Bergmann (1883–1975), israelischer Philosoph
- Sandahl Bergman (* 1951), US-amerikanische Schauspielerin
- Stanisław Bergman (1862–1930), polnischer Historien-, Genre- und Porträtmaler
- Stefan Bergman (1895–1977), US-amerikanischer Mathematiker
- Sten Bergman (1895–1975), schwedischer Zoologe und Biologe

### T
- Tamar Bergman (1939–2016), israelische Schriftstellerin
- Teresa Bergman (* 1986), neuseeländische Sängerin und Songwriterin
- Thommie Bergman (* 1947), schwedischer Eishockeyspieler und -trainer
- Torbern Olof Bergman (1735–1784), schwedischer Chemiker und Mineraloge

### U
- Ulrika Bergman (Curlerin) (* 1975), schwedische Curlerin
- Ulrika Bergman (Schauspielerin) (* 1985), schwedische Schauspielerin

### V
- Vera Bergman (1920–1971), deutsche Schauspielerin

### W
- Wade Bergman (* 1990), deutsch-kanadischer Eishockeyverteidiger
- Wanda Bergman (1908–1983), US-amerikanische Badmintonspielerin

### Y
- Yael Bergman (* 1972), australische Filmproduzentin und Drehbuchautorin

## Fiktive Personen
- Sebastian Bergman, fiktiver Ermittler in der gleichnamigen schwedischen Filmreihe von Michael Hjorth und Hans Rosenfeldt